# Kazimierz Schleyen
Kazimierz Robert Schleyen ps. „Sęp” (ur. 21 listopada 1896 we Lwowie, zm. 28 listopada lub 3 grudnia 1972 w Londynie) – oficer piechoty Wojska Polskiego, major broni pancernych Polskich Sił Zbrojnych.

## Życiorys
Urodził się 21 listopada 1896 we Lwowie. Pochodził ze znanej lwowskiej rodziny Artura i Laury z domu Kolb. We Lwowie kształcił się w szkole powszechnej przy ulicy Jana Kochanowskiego oraz w C. K. Gimnazjum Lwowskiego im. Franciszka Józefa, gdzie w 1912 ukończył VI klasę, a w 1914 złożył maturę.
Podczas I wojny światowej wstąpił do Legionu Wschodniego, w którym służył jako podoficer. Następnie wstąpił do Legionów Polskich, przyjąwszy pseudonim „Sęp” w 1914 służył jako łącznik I batalionu I Brygady w kwaterze Komendy LP. Uczestniczył w bitwie pod Laskami. Potem był wcielony do cesarsko-królewskiej Obrony Krajowej i przydzielony do Pułku Strzelców Nr 19 w stopniu podporucznika, w tym czasie działał w konspiracyjnej organizacji „Wolność”. U kresu wojny został przyjęty do Wojska Polskiego i w listopadzie 1918 uczestniczył w obronie Lwowa w trakcie wojny polsko-ukraińskiej, w stopniu podporucznika był jednym z dowódców odcinka w ogrodzie Jezuickim. W 1920 brał udział w wojnie polsko-bolszewickiej. W dalszym przebiegu wojny z Ukraińcami był adiutantem gen. Władysława Jędrzejewskiego, dowódcy 5 Dywizji Piechoty. W 1921 walczył w III powstaniu śląskim. Został awansowany na stopień kapitana rezerwy piechoty ze starszeństwem z dniem 1 czerwca 1919. W 1923, 1924 był oficerem 48 pułku piechoty w Stanisławowie. W 1934 jako kapitan rezerwy piechoty był przydzielony do Oficerskiej Kadry Okręgowej nr V jako oficer pełniący służbę w Straży Granicznej i pozostawał wówczas w ewidencji Powiatowej Komendy Uzupełnień Nowy Sącz. Był komisarzem SG.
Po zakończeniu II wojny światowej pozostawał majorem broni pancernej. Pozostał na emigracji w Wielkiej Brytanii. Przez wiele lat współpracował z emigracyjnym „Dziennikiem Polskim”. Udzielał się jako pisarz, poeta, publicysta, poeta, autor krzyżówek, teoretyk brydża. Napisał książkę wspomnieniową o Lwowie, w której zawarł obraz gwary, folkloru przedwojennego miasta. Uchodził za znawcę Lwowa. Był współzałożycielem Koła Lwowian w Londynie. Na emigracji przyjaźnił się z gen. Stanisławem Maczkiem. Zamieszkiwał przy Anselm Road. Zmarł po ciężkiej chorobie 28 listopada lub 3 grudnia 1972 w szpitalu St. Stephen w Londynie.

## Ordery i odznaczenia
- Krzyż Niepodległości – 25 lutego 1932 „za pracę w dziele odzyskania niepodległości”[24][1]

## Twórczość
- Lwowskie gawędy (1954, Wyd. Janique, Londyn; opracowanie muzyczne: Czesław Halski, ilustracje: Marek Gramski, wyd. ponowne 1967)[3][25]